# Burg Gräbelesberg

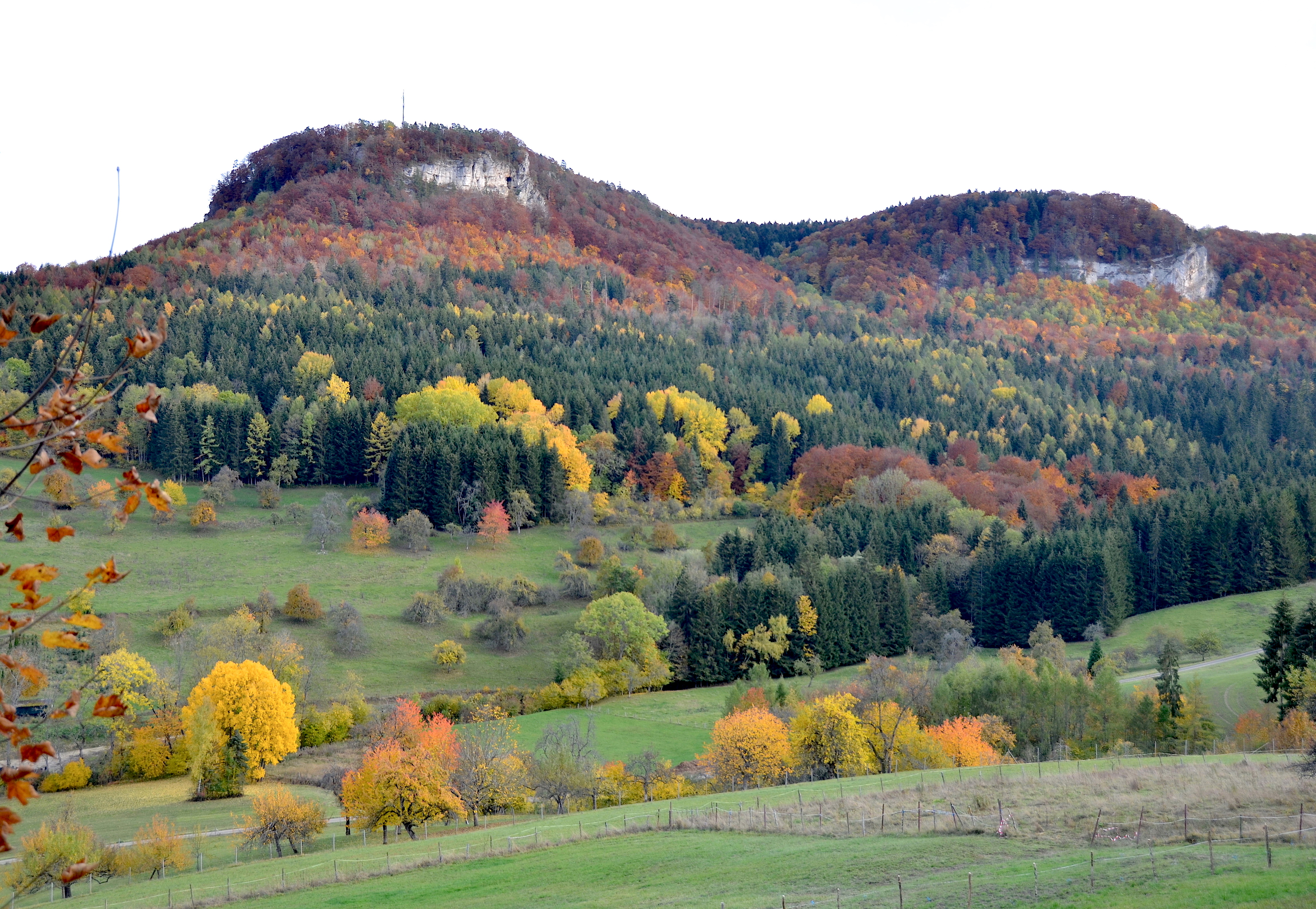
Ansicht des Gräbelesberges vom Tal aus (Oktober 2020)

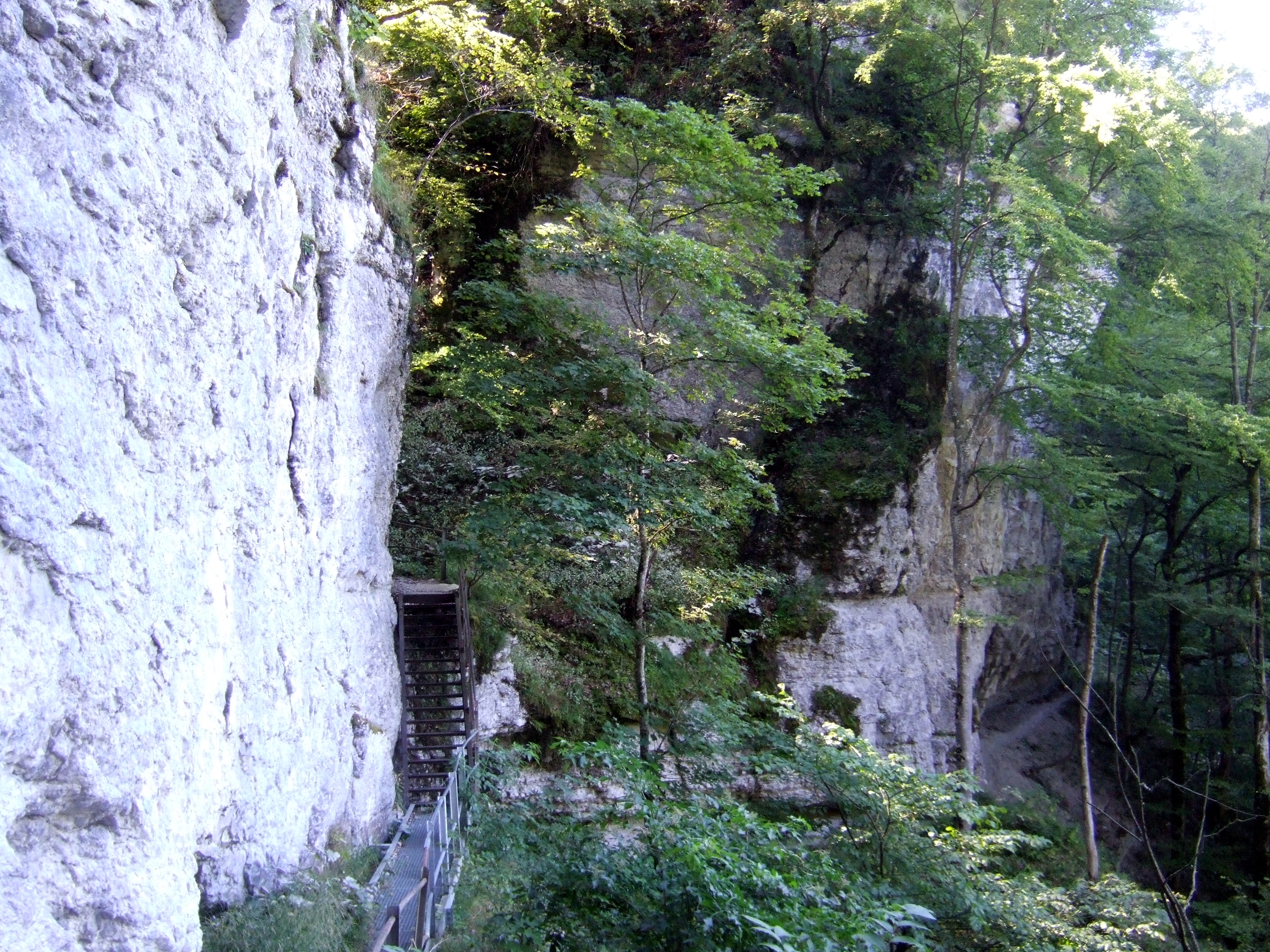
Zuweg zum Gräblesberg (August 2009)

Die Burg Gräbelesberg ist eine abgegangene Höhenburg (Wallanlage) auf dem 915 m ü. NHN hohen Plateau des Gräbelesbergs 1500 Meter südlich von Laufen an der Eyach, einem Stadtteil von Albstadt im Zollernalbkreis in Baden-Württemberg.
Vermutlich handelt es sich bei der durch ein doppeltes Wallgrabensystem gesicherten zweiteiligen Wallanlage um einen Ungarnwall, der im Mittelalter verstärkt worden sein könnte. Funde bei der vorderen Wallanlage auf dem Gräbelesberg werden auf das frühe 6. Jahrhundert datiert. Der Burgstall, heute ein Bodendenkmal, zeigt noch Wall- und Grabenreste.
Andere Experten wie Kurt Wedler interpretieren die Wälle im Zusammenhang mit den von Pfarrer Oetinger erforschten keltischen Grabhügeln. Pfarrer Alfred Ludwig Oetinger, der von 1856 bis 1868 Pfarrer in Meßstetten und Hossingen war, ließ zunächst auf eigene Rechnung, später auf Rechnung der Staatssammlung vaterländischer Alterthümer umfangreiche Grabungen auf Gemarkung Hossingen durchführen.
Stärkere Befestigungs- und Verteidigungsanlagen wurden von den Kelten, vor allem gegen eindringende Germanen ab 150 v. Chr., auf den von Natur schon geschützten Randbergen der Schwäbischen Alb angelegt, so auf dem Dreifaltigkeitsberg, Schafberg und Lochenstein, dem Gräbelesberg und der Schalksburg, dem Rusenschloß bei Blaubeuren und dem Rosenstein, um nur einige zu nennen. Unser Gräbelesberg, der vor allem von Laufen her einen so imposanten Eindruck macht, hat seinen Namen von den noch deutlich sichtbaren Gräben und Wällen, die das, nach drei Seiten steilabfallende Bergplateau nach rückwärts sicherten. Besonders eindrucksvoll ist dabei die äußere, abgewinkelte Schanze, die als erstes Bollwerk, von Fels zu Fels geführt um den Feind abhalten zu können.
Georg Schmitt interpretiert die Funde wie folgt: Der ungemein wuchtige und beinahe allseitig steil aufragende Felsklotz des Gräbelesberges (Abb. 32), welcher bis zum frühen 20. Jahrhundert zur Gemarkung Hossingen gehörte. Dessen relativ ebenes Plateau mit einer Fläche von rund 5 ha liegt etwa 300 m über dem Eyachtal und ist nur durch einen schmalen Grat mit der Albhochfläche verbunden. Der Berg weist mehrere Befestigungsanlagen in Gestalt von Wällen und Gräben auf. Teile dieser Anlagen werden bisweilen in das frühe Mittelalter datiert, ohne dass hierfür sichere Belege vorliegen.

## Die freigelegte Metallwerkstatt (Burgschmiede)
Im Jahre 1939 wurden folgende Funde freigelegt: Zungenförmiges Unterteil eines Models aus Bronze. Der Kerbschnitt ist derart tief eingeschnitten, dass das Stück an einer Stelle schon durchbrochen ist. Am oberen Ende ist deutlich sichtbar, dass dort weitere Durchbrechungen ansetzen, was auch den Grund für den Bruch an dieser Stelle bildete. Die Verzierung besteht aus einzelnen zoomorphen Körperteilen wie zwei Schenkeln mit gespreizten Zehen und einem Kopf. L. 3 cm, Br. 2 cm, St. 0,2 cm.
Verbleib: WLM Stuttgart.
Auswertung: Das Model kann auf Grund der Verzierung in einem allerdings nicht sicher bestimmbaren Tierstil am ehesten in die Zeit um 600 datiert werden. Der Fundinterpretation als Model zufolge kann das Stück eigentlich nur als Siedlungsfund klassifiziert werden. Falls die Fundstelle ursprünglich ist, ergäbe sich daraus das Bestehen der Werkstatt eines Bronzeschmiedes auf dem Gräbelesberg mit ebenda gefundenen, unverhütteten Bohnerzkügelchen.
Ein in Meßstetten freigelegter hunnischer Metallspiegel wurde aus einer außergewöhnlichen Metalllegierung gefertigt (59 % Kupfer, 40 % Zinn, 1 % Blei). Auch am Meßstetter Talbach in Lautlingen wurden eine Werkstätte nachgewiesen.

## Sagen
Sagenhafte Erinnerungen weiß man von abgegangenen Orten. Ein Ort sei zwischen der Burg Gräblesberg und der Burg Tieringen verschwunden. Hinter der oberen Tieringer Zelge mit dem ehemaligen Gatter (Tor) am Torbühl (heute Sportplatz Tieringen) wäre eigentlich noch Platz für drei weitere Zelgen bis zur Burg Gräblesberg. Hermann Krauß kennt neben den heute noch bestehenden Stetten Orte auf dem Heuberger Hardt auch ein abgegangenes Stetten. Auch ein 1477 genannte Ort Nüwenghausen konnte bisher noch nicht zugeordnet werden. Die Bewohner sollen aber bis heute nicht zur Ruhe gekommen sein: Eine alte Sage berichtet von zu gewissen Zeiten sichtbaren Hemmadhäddlern unter dem Baienfelsen. Ein mutiger Tieringer Fuhrmann kam auf einer Leerfahrt mit Männern aus Hausen am Tann am Baienberg vorbei. Aufs Geratewohl rief er einst bei Mitternacht laut nach den Hemmadhäddlern. Alle Passagiere überlebten den nächtlichen Spuk. Die Geschirre der scheuenden Pferde mussten aber abgeschnitten und der im tiefen Lehm stecken gebliebene Wagen zurückgelassen werden.

### Bauernhof
Ein Bauernhof auf dem Gräbelesberg wird von Peter Storz bewirtschaftet. Im Jahre 1856 fällt der Hof durch Schenkung an die Gemeinde Laufen und verfällt. Der geistig gebrechliche Sohn und die Witwe werden für jeweils 45 Gulden Ätzung in Hossingen bei Privatpersonen untergebracht.

## Heutige Nutzung
Julius Wais beschreibt im Jahre 1901 die Aussicht vom Gräbelesberg wie folgt: Der Blick in die Umgebung hat etwas Hochgebirgsmäßiges. Auf Seite 39 im Albführer wird eine achttägige Wanderung mit Bahnfahrten nach Hechingen, Mühlheim (Alternativ Jungingen) über die Südwestalb beschrieben. Am zweiten Tag wird der Gräbelesberg (einer der schönsten Albberge, Volksburg) erreicht.
Bohnerzgruben sind auf dem Gräblesberg bezeugt.
In den letzten Jahren wurde versucht das Gelände museal aufzubereiten. Um Halbtagstouristen ein attraktives Ziel zu bieten, wurde ein Fachplaner für Wanderwege beauftragt das Gebiet der Stadt Meßstetten zu untersuchen. Im Naturpark Obere Donau wird an Wochenenden ein vertaktetes Angebot im Schienenverkehr auf allen Strecken gefahren. Triebwagen welche von der Hohenzollerischen Landesbahn betrieben werden, verkehren hier sonn- und feiertags, um das Naherholungsgebiet für den Tourismus attraktiver zu machen. Drei Rundwanderwege in den Meßstetter Ortsteilen Hossinger Hochalb, Felsquellweg Oberdigisheim und Tieringer Hörnle erfüllen die hohen Anforderungen der Prädikatwanderwege.
Der 11,5 Kilometer lange Rundweg Hossinger Hochalp führt über den Heimberg zum Gräblesberg. Über die Baienfelsen (48° 11′ 30,7″ N, 8° 53′ 50,85″ O) und Spitzfelsen (48° 11′ 17,42″ N, 8° 53′ 34,27″ O) geht es am Wall vorbei zur Burg Hossingen und über den Lerchenbühl zur Hossinger Leiter. Bei einer Zertifizierung erreichte der geplante neue Rundwanderweg bereits 58 von 40 erforderlichen Punkten. Die Erhaltung des kulturhistorischen Erbes verbindet sich dabei mit einem besonderen Naturerlebnis. Mitarbeiter der Stadtverwaltung werben auf der CMT Messe in Stuttgart.

## Erreichbarkeit
- Von der Zollernalbbahn, Bahnhof Albstadt-Lautlingen oder -Laufen kann der Gräbelesberg über die Hossinger Leiter (48° 11′ 41,29″ N, 8° 55′ 48,18″ O) erwandert werden.
- Mit dem Auto: Wanderparkplatz Heimberg bei Hossingen